# Карл Густав Кассель
Ка́рл Гу́став Ка́ссель (швед. Karl Gustav Cassel, 20 жовтня 1866, Стокгольм — †15 грудня 1945, Йончепінг) — шведський економіст, представник Стокгольмської школи, автор закону Касселя, моделі Вальраса — Касселя.

## Біографія
Кассель Карл Густав народився 20 жовтня 1866 в Стокгольмі.(1866—1945) був членом-засновником Шведської школи економіки разом з Кнутом Вікселем і Девідом Девідсоном. У 1895 році отримав докторський ступінь з математики в Упсальському університеті. Після його закінчення здобув диплом з математики. Завдяки фонду Лорена, в 1898 році прослухав курс лекцій з економіки в Тюбінгенскому університеті, потім семестр в Берлінському університеті. В 1899 році навчався в Геттінгемі, в 1901—1902 роках в Англії, в 1902 році повернувся до Швеції.
Навчався в Стокгольмі наприкінці 90-х років, але до початку ХХ століття  виїхав у  Німеччину для вивчення економіки. В 1904—1919 роках — головний експерт по оподаткуванню Міністерства фінансів Швеції, керівник банківського комітету. 
Незважаючи на офіційне навчання в Німеччині, перспектива Касселя щодо економічної дійсності була пов'язана з британським неокласицизмом і початковою шведською школою, яка була сформована ранніми творами Вікселя. Помер 15 січня 1945 року в м.Йончепінг 

## Праці Касселя
Його публікації в економіці датуються 1899 роком і охоплюють період майже чотири десятиліття.
Кассель писав для популярної преси і був стійким прихильником вільних ринків та вільної торгівлі. Підсумок його ідей пропонується в його власних фундаментальних думках з економіки.

### «Теорія суспільного господарства»
У випущеній в 1918 році книзі «Теорія суспільного господарства» Г. Кассель запропонував модель загальної економічної рівноваги («модель Вальраса — Касселя»), яка в подальшому розроблялася в неовальрасіанскій теорії загальної рівноваги в роботах А. Вальда, Дж. Фон Неймана, К. Ерроу, Жерар. Дебре, Т. Купманса і ін.

### «Меморандум»
Меморандум Касселя про світову валютну проблему було видано Лігою Націй і представлено на міжнародній фінансовій конференції, що проходила в Брюсселі в 1920 році. Його пропозиції були прийняті рядом європейських країн з метою стабілізації своєї валюти. Кассель був призначений почесним лектором Оксфордського університету на лекціях пам'яті Родосу протягом літа 1932 року.

### «Теорія соціальної економіки»
Найбільш амбіційна робота Касселя «Theoretische Sozialökonomie» (1918), перекладена на англійську мову в 1923 році як «Теорія соціальної економіки». Він розглядав торгівельно-промислові кризи як процеси, зумовлені явищами попередньої економічної історії кожної країни. Їхню причину він вбачав у революційних змінах соціальної і економічної систем, зокрема в переході від старої натуральної сільськогосподарської економіки до сучасної, високо індустріалізованої. Економічні коливання, на його думку, породжуються не структурними особливостями самої економіки, а змінами в технології. Такими були пошуки "соціально-економічної гармонізації", "оптимізації" та загальної "рівноваги" в суспільстві, якими займалися представники різних шкіл і напрямків соціально-економічної думки. 

## Основний внесок в науку
Крім своїх основних робіт з визначення процентної ставки та теорії загального рівноваги, Кассель популяризував теорію валютних курсів паритету купівельної спроможності. Вона сприяла поточним дебатам щодо монетарної стабільності та валютної реформи.

Г. Кассель критикував квазі-кейнсіанські пропозиції, такі як громадські роботи, допомогу по безробіттю і всі форми дефіцитного фінансування.
Зіставляючи оптові ціни за період 1850—1910 років з розмірами золотого запасу, виявив між ними залежність, що пізніше отримала назву «закону Касселя». Згідно цього закону, економічна стабільність в довгостроковому періоді забезпечується щорічним приростом капіталу (якому пропорційне зростання національного доходу) в розмірі 3 %. На основі цієї закономірності Кассель сформулював грошову теорію економічного циклу.

На думку Касселя, рух процентної ставки та відповідні зміни рентабельності основного капіталу є ключовими змінними економічної системи. Карл Густав після Першої світової війни був теоретиком і експертом з питань грошового обігу, активно вів боротьбу за відновлення золотого стандарту. У двох меморандумах, написаних для Ліги Націй, обґрунтував теорію паритету купівельної спроможності.